# Gemmata obscuriglobus
Gemmata obscuriglobus — вид грам-негативних, аеробних, гетеротрофних бактерій з відділу планктоміцет (Planctomycetes). Мешкає в прісноводних середовищах існування.

## Опис
Це велика, майже сферична бактерія з діаметром клітини 1–2 мкм. Рухлива, має декілька джгутиків. Має щільну, компактну ДНК та глибоко інвагіновану мембрану. Як і більшість планктоміцетів, G. obscuriglobus розмножується брунькуванням, а не діленням. Передбачуваний час генерації становить близько 13 годин.